# تندرج على الجميع (اختلال ضال)
«تندرج على الجميع» (بالإنجليزية: Gliding Over All)‏ هي الحلقة الثامنة ونهاية منتصف الموسم الخامس من مسلسل إيه إم سي التلفزيوني الدرامي اختلال ضال. كتبتها مويرا والي-بيكت وأخرجها ميشيل ماكلارين، تم بثها على إيه إم سي في 2 سبتمبر 2012.

## وصلات خارجية
- «تندرج على الجميع» على إيه إم سي (بالإنجليزية)
- «تندرج على الجميع» على قاعدة بيانات الأفلام على الإنترنت (بالإنجليزية)